# محمد مصطفى شردي
محمد مصطفى شردي برلماني مصري من حزب الوفد الجديد من محافظة بورسعيد، ونجل مصطفى شردي أول رئيس تحرير لجريدة الوفد، ومقدم برنامج القاهرة اليوم مع الإعلامي المصري عمرو أديب. يعمل أيضا ككاتب صحفي ويشغل رئيس مجلسى الإدارة والتحرير لجريدة الوفد، وفي 15 يناير عام 2014 م بدأ بتقديم الموسم العشرين من برنامج على الهوا مع الاعلامية مريم زكي وهو اقدم برنامج توك شو في الوطن العربي ويقدم حاليا برنامج يوم بيوم على شاشة قناة النهار اليوم وهو من اقوى برامج التوك شو في مصر.

## الخبرات الاعلامية
- بدأ حياته كصحفي بجريدة الوفد بمجرد اطلاقها في عام 1986.
- تدرج في المناصب الصحفية حتى حصل علي منصب رئيس مجلس إدارة ورئيس تحرير جريدة الوفد.
- شارك مقالاته اليومية والأسبوعية في العديد من الصحف المصرية والعربية منها العالم اليوم، الشرق الاوسط، الوفد، الصباحية والرياض.
- دخل مجال تقديم البرامج في عام 2008 من خلال برنامج القاهرة اليوم مع الاعلامي عمرو أديب.

## التراجم
- ترجم أكثر من 85 كتاباً في مجالات الاقتصاد والسياسة والجاسوسية والظواهر غير الطبيعية وتم نشرها في صحف : الوفد، الصباحية، الشرق الأوسط والعالم اليوم.

## الخبرات السياسية
- يشغل حاليا منصب مساعد رئيس حزب الوفد.
- شارك في الاشراف علي الحملة الرئاسية لرئيس حزب الوفد في انتخابات عام 2005 .
- عمل كمتحدث رسمي لحزب الوفد وترأس عدة لجان متخصصة داخل الحزب.

## الخبرات البرلمانية
- عضو مجلس الشيوخ 2020 بالتعيين.
- عضوية البرلمان عن دائرة المناخ بمحافظة بورسعيد (2005 – 2010).
- تولي منصب نائب رئيس الكتلة البرلمانية لحزب الوفد بمجلس الشعب.
- عضو بارز بلجنة العلاقات الخارجية ومثل مصر في العديد من المؤتمرات الدولية.
- عضو البرلمان الدولي – لجنة الحريات (2006-2010).
- عضو البرلمان الأفريقي – لجنة الموارد المائية (2008-2010).
- مستشار جمعية برلمانيون من أجل التحرك العالمي بنيويورك.

## خبرات العلاقات العامة
يعد واحد من الخبراء المتخصصين في مجال العلاقات العامة وإدارة الأزمات وتنظيم الاحتفالات والمؤتمرات والاستشارات الاعلامية.
- مؤسس ومدير عام شركة إديتور للعلاقات العامة والإعلام منذ 15 عاماً.
- محاضر ومدرب إعلامى متخصص.
- قام بتدريب 135 قنصل وملحق دبلوماسي مصري علي التعامل مع وسائل الاعلام المحلية والعربية والاجنبية.

## الشهادات العلمية
- التعليم الأساسى – دولة الإمارات العربية المتحدة.
- التعليم الجامعى والدراسات العليا:
- جامعة تنسى – أمريكا – لغة إنجليزية.
- جامعة إنديانا – بلومنجتون – أمريكا – لغة إنجليزية متقدمة.
- جامعة إنديانا ستيت – تراهوت – أمريكا – إدارة أعمال وصحافة.
- جامعة القاهرة – ليسانس آداب لغة إنجليزية.
- جامعة جاكسون – ولاية ميسيسيبى – أمريكا – دراسات صحفية.
- جامعة بوسطن – ماسيشيوستس – أمريكا – دراسات صحفية وعلاقات إعلامية.